# Campeonato Sudamericano de Vóley Playa de 2023
El Campeonato Sudamericano de Vóley Playa (CSVP) se celebró en Peñalolén (Chile) entre el 24 y el 26 de febrero de 2023 bajo la organización de la Confederación Sudamericana de Voleibol (CSV) y la Federación de Vóleibol de Chile (FEVOCHI).

## Medallistas
| Evento    | Oro    | Plata  | Bronce |
| --------- | ------ | ------ | ------ |
| Masculino | Chile  | Chile  | Brasil |
| Femenino  | Brasil | Brasil | Chile  |